# Trifești, Iași
Trifești este satul de reședință al comunei cu același nume din județul Iași, Moldova, România.

## Legături externe
Materiale media legate de Trifești la Wikimedia Commons